# جانجو اونیل
جانجو اونیل (انگلیسی: Jonjo O'Neill؛ زادهٔ ۱۱ ژوئیه ۱۹۷۸) بازیگر اهل بریتانیا است.
از فیلم‌ها یا مجموعه‌های تلویزیونی که وی در آن‌ها نقش داشته‌است، می‌توان به دعوت به جنگ، تصنیف باستر اسکراگز، شهر هالبی، جوخه برادران، قوانین مورفی، روز دکتر، کنستانتین، سقوط،  نفرین جادوگر، ورا، پاتریک ملروز و پنی‌ورث اشاره نمود.